# Konka (entreprise)
Pour l’article homonyme, voir Konka.
Konka est une entreprise chinoise présente dans l'électronique grand public et dans l'électroménager. Elle est basée à Shenzhen.